# Зайкин, Александр Львович
Александр Львович Зайкин (род. 8 мая 1984, Горький, СССР) — российский профессиональный баскетболист, играющий на позиции тяжёлого форварда.

## Карьера
Александр Зайкин является воспитанником нижегородского баскетбола. Профессиональную карьеру начал в команде УНИКС-2.
В сезоне 2006/2007 Зайкин играл за пермский «Урал-Грейт».
Чемпионат 2008/2009 начал в составе «Сибирьтелеком-Локомотив», но затем перешёл в «Нижний Новгород». В нижегородской команде Александр провёл полтора сезона, был её капитаном.
В сезонах 2010/2011 и 2011/2012 играл за «Темп-СУМЗ».
В сезоне 2012/2013 Зайкин выступал в составе команды «Планета-Университет». В середине сезона был обменян в «Автодор», за который выступал до конца сезона.
Сезон 2014/2015 начал в «АлтайБаскете», в составе которого был лучшим снайпером команды, в среднем набирая 12,3 очка и 8,4 подбора за матч. В феврале 2015 года Александр перешёл в «Самару-СГЭУ», подписав контракт до окончания сезона.
Перед началом сезона 2015/2016 Зайкин стал игроком энгельсского «Строитель». В начале января 2016 года Александр был отдан в аренду в «Иркут» на 2 месяца, затем аренда была продлена на неделю. В составе иркутской команды сыграл 9 матчей, в среднем проводя на площадке 29 минут и набирая 15 очков и 9,5 подборов. В начале марта вернулся в «Строитель».
Сезон 2016/2017 Закин провёл в энгельсском клуб, приняв участие во всех 38 матчах «Строителя». Он играл в среднем по 27 минут, набирая по 13 очков и 8 подборов.
В августе 2017 года перешёл в «Арсенал» и стал капитаном команды. В феврале года Александр и тульский клуб расторгли контракт по обоюдному согласию.
Сезон 2017/2018 Зайкин продолжил в «Буревестнике».

## Достижения
- Серебряный призёр чемпионата Казахстана: 2007/2008
- Чемпион Суперлиги: 2009/2010
- Бронзовый призёр Суперлиги: 2012/2013
- Чемпион Суперлиги-2 дивизион: 2017/2018